# Maison méditerranéenne des Sciences de l'homme
Vous pouvez aider à l'améliorer ou bien discuter des problèmes sur sa page de discussion.
- Son texte doit être wikifié : il ne correspond pas à la mise en forme Wikipédia (style, typographie, liens internes, liens entre les wikis, etc.). (Marqué depuis décembre 2021)
- Certaines informations de ses informations et de l'encadré à droite divergent. date de fondation Si vous connaissez la ou les informations exactes, vous pouvez apporter des corrections dans le texte ou sur Wikidata. (Marqué depuis décembre 2021)

La Maison méditerranéenne des Sciences de l'homme ou MMSH est une maison des Sciences de l'Homme (MSH) implantée à Aix-en-Provence dans les Bouches-du-Rhône en France ; elle est rattachée à l'université d'Aix-Marseille.

## La MMSH: un centre de recherche sur la Méditerranée
Structure de service et d'animation de la recherche, la MMSH se consacre à la recherche en sciences humaines et sociales dans le domaine des études méditerranéennes. Elle appuie les activités de ses unités associées par la mise à disposition d'équipements communs, d'outils mutualisés et de services d'appui à la recherche.
En conformité avec la charte des MSH et s'appuyant sur une identité forte, la MMSH a pour missions de :
- susciter et soutenir l'émergence de programmes scientifiques renouvelant objets, terrains et approches dans le domaine des études méditerranéennes ;
- favoriser les comparatismes et les dynamiques interdisciplinaires ;
- développer  des pôles de compétences techniques et des programmes de recherche transversaux ;
- animer et coordonner des réseaux de recherche internationaux ;
- construire des plateformes partagées et contribuer au déploiement territorial des Très Grandes Infrastructures de Recherche (TGIR) ;
- œuvrer à la politique de site d'Aix-Marseille Université ;
- mettre en œuvre des opérations de valorisation et de diffusion de la culture scientifique.

Les ressources documentaires sont rassemblées, sur le site, dans quatre bibliothèques spécialisées : 
- une médiathèque Sciences humaines et sociales[1] ;
- la bibliothèque d'Antiquité d'Aix[2] ;
- une bibliothèque de préhistoire, la bibliothèque du LAMPEA[3] ;
- une bibliothèque d'archéologie médiévale.

## Services communs de la MMSH

### Médiathèque-SHS
La  médiathèque du pôle Sciences Humaines et sociales (SHS) est structurée autour de quatre composantes : bibliothèque, iconothèque, phonothèque et ressources numériques et diffusion scientifique. Elle a été créée à partir de 1997 par le rassemblement des fonds de TELEMME, de l'IDEMEC, du LAMES, de l'IREMAM, du CEMAF-Aix, du Centre d'études corses et de la bibliothèque du département d'ethnologie de l'Université de Provence. Chacun de ces fonds s'est constitué autour des études méditerranéennes, les documents et les thématiques représentées sont fonction des recherches conduites dans chacun des laboratoires. Elle est organisée en deux départements : « Monde occidental et études thématiques » et « Monde arabe et musulman ».

### La bibliothèque

#### Département des études arabes
Le département des études arabes a été créé en 2001 par Robert IIbert, directeur de la MMSH (1996-2007). Le champ documentaire du département s'étend du Maghreb au Machreq. Il couvre l'islamologie et l'histoire des sociétés arabes du Moyen Age à nos jours. Il assure :
- la coordination de la politique documentaire sur le monde arabe et musulman et met à disposition de la communauté scientifique une documentation de haut niveau, qui s'inscrit dans le prolongement de la bibliothèque de l'institut de recherches et des études sur le monde arabe et musulman (IREMAM) ;
- une couverture documentaire cohérente sur des champs disciplinaires en sciences humaines et sociales dès l'origine de l'Islam jusqu'à la période contemporaine ;
- l'enrichissement des collections par voie d'acquisitions et d'échanges et une veille documentaire d'appui à la recherche.

L'intégration en 2003 de la totalité des fonds de l'IREMAM s'est accompagnée de la volonté du laboratoire de contribuer au renforcement des fonds documentaires du département fédérant un ensemble de première importance en Europe sur les études maghrébines. 
La politique d'acquisition du département vise l'enrichissement des collections et une complémentarité avec les autres fonds thématiques existants sur l'histoire de la colonisation, l'histoire de la Méditerranée arabo-musulmane à l'époque ottomane et mamelouke, la civilisation du Proche et du Moyen-Orient dans sa totalité, la géographie et les voyages et enfin sur l'histoire des sciences arabes.
La priorité est donnée aux textes classiques dans les domaines de la pensée religieuse, de la langue, de la philosophie, de la théologie, de la mystique, du droit musulman et de l'onomastique. En sciences politiques, l'accent est mis sur les textes et les études concernant l'évolution et l'analyse de la situation politique actuelle du monde arabe et musulman. La littérature arabe qu'elle soit classique, moderne ou contemporaine fait également partie des domaines couverts. 
Ces étapes ont permis de faire de cette bibliothèque un lieu de référence par les acquisitions récentes ou rétrospectives soutenues par le Pôle documentaire de la bibliothèque nationale de France « Echanges en Méditerranée ». Le développement des collections est régulièrement complété par des dons de chercheurs.

#### Département Monde occidental et études thématiques
Les fonds du département Monde occidental et études thématiques ont été constitués en 1997 à partir des bibliothèques de TELEMME, del'IDEMEC, du département d'anthropologie de l'Université de Provence, du Centre d'études corses, du LAMES puis de celle du CEMAF-Aix. Ils couvrent donc leurs secteurs thématiques : histoire médiévale, histoire moderne et contemporaine, anthropologie sociale et culturelle, sociologie. La couverture géographique prioritaire est l'Europe du Sud (France méridionale et Corse, Italie, Péninsule ibérique, Grèce et Balkans) et l'Afrique sub-saharienne. Le fonds comporte un nombre important de mémoires et thèses.
Parmi les éléments à signaler :
En histoire, les 3 000 volumes du fonds Georges Duby (une partie de la bibliothèque de l'historien léguée par sa famille) ; l'histoire sociale et religieuse de la France méridionale avec le fonds ancien Pierre Espeut (ouvrages et brochures du XVIIIe au début du XXe siècle), et ceux de Michel Vovelle et Pierre Guiral.
En anthropologie, suivi documentaire sur migration et frontières, études tsiganes (fonds Dr Bernard Ely), parenté et sexualité contemporaines, lieux de cultes et pèlerinages. Les ouvrages du fonds Annie-Hélène Dufour sont venus rejoindre le fonds sur l'ethnologie provençale.
Pour la sociologie : espaces et territoires, approche sociologique de la "fonction symbolique" (école, art et littérature), sociologie économique et traduction.
Pour les études africaines, le fonds Marc Michel (3000 volumes) est en cours d'intégration dans le catalogue.

### Iconothèque
L'iconothèque accueille les documents déposés à la médiathèque sur supports photographiques, cartes, gravures, cartes postales, microfilms, films... Pour beaucoup ces documents sont des archives de chercheurs en sciences humaines et sociales sur supports variés, édités ou inédits : images fixes ou animées, analogiques et numériques, souvent accompagnées d'archives manuscrites, d'imprimés, de fichiers papier, de fichiers informatiques, …).
Les fonds concernent l'histoire, l'histoire de l'art, l'archéologie, l'architecture, l'ethnographie, l'anthropologie, la sociologie, la linguistique, la littérature populaire, les sciences politiques, la géographie économique et le développement sur l'aire méditerranéenne et sur le monde arabe et musulman.
Ils sont en synergie avec les dons de bibliothèques faits par les chercheurs à la Médiathèque de la MMSH. Certains fonds ont rejoint nos collections par héritage des périodes précédentes, en provenance des laboratoires de la MMSH. Pour les dépôts, une convention est établie entre la Médiathèque et le déposant ou avec ses ayants droit qui précise les droits d'utilisation et de diffusion.
Les archives peuvent être consultées sur rendez-vous à la Médiathèque de la MMSH (en fonction du statut de chaque document). Certains fonds d'images qui ont été valorisés en totalité ou partiellement sont accessibles sur la plate-forme e-médiathèque, réservoir de données numériques de la Médiathèque http://e-mediatheque.mmsh.univ-aix.fr , ou sur d'autres sites qui sont alors précisés dans les fiches de fonds.

### La phonothèque

#### Généralités
La phonothèque est créée en 1979 par Philippe Joutard, historien moderniste, et Jean-Claude Bouvier, ethno-dialectologue) avec pour objectifs principaux la mise à disposition du grand public des enquêtes orales et la constitution de nouveaux corpus à partir de la réutilisation des entretiens. L’idée de créer un lieu des mémoires orales est inspirée dans les années 1970 par l'engouement pour les archives orales du « mouvement folk » et de la Fédération des associations de musiques et de danses traditionnelles (FAMDT) qui a introduit l’idée de retrouver la culture populaire à travers la musique traditionnelle et l’histoire orale.
Lieu de conservation du patrimoine oral, elle réunit des documents sonores relatifs aux domaines des sciences sociales telles que l'ethnologie, la sociologie, l'histoire, la linguistique, la dialectique, les arts et traditions populaires et la musicologie. Spécialisée sur des thèmes rattachés à l'aire méditerranéenne, elle rassemble des sources orales produites par les chercheurs, les institutions et les associations culturelles impliqués dans la sauvegarde des sources orales. Sa vocation est de permettre à un large public d'accéder à un type d'informations scientifique et technique peu conventionnel et de promouvoir un patrimoine immatériel peu reconnu.
Centre de ressources spécialisé dont le statut est à la fois universitaire et national, elle est rattachée au CNRS et à l’université de Provence. Ses domaines d’intervention sont liés à la connaissance, la conservation et la valorisation des sources sonores. Ses activités principales concernent la recherche, l‘expertise, le conseil et la mise à disposition d’archives sonores.
La base de données Ganoub (« sud » en arabe) comprend un fonds de plus de 8 000 heures d'enregistrements sonores. Elle offre la possibilité à ses utilisateurs  de retrouver des notices d'enquêtes sonores grâce à un moteur de recherche multicritères élaboré et propose également l'écoute d'enregistrements sonores en ligne. Ganoub comptabilise actuellement plus de 3 000 heures d'enquêtes indexées. A partir de 2021, le logiciel de la base Ganoub, Alexandrie de la société GB Concept, a été racheté par la société Alfeo. Une rétroconversion de la base a permis de transférer les informations sur la plateforme de l'enseignement supérieur et de la recherche, Calames,.
Les thèmes des enquêtes traitées par la phonothèque peuvent être regroupés autour des quatre axes principaux : la littérature orale et l’ethnomusicologie, la mémoire du vécu et la mémoire historique, les techniques et savoir-faire et l’identité linguistique et culturelle.

#### Collaborations
La phonothèque est associée à la Bibliothèque nationale de France (BNF) grâce à une collaboration avec la FAMDT dans les domaines de la littérature orale et de l’ethnomusicologie. Elle a développé un partenariat avec le Musée des Civilisations de l'Europe et de la Méditerranée (MUCEM) qui lui permet depuis 2004 de mettre à disposition du public les archives sonores du musée sur le domaine provençal. Elle participe depuis 2000 au Plan national de numérisation proposé par le ministère de la Culture et travaille avec l’Association française pour l'avancement des sciences.
D’autres organismes ou associations à vocation régionale font également appel à la phonothèque pour la numérisation, la conservation et la valorisation de leurs fonds sonores. Parmi eux, l’association Alpes de Lumière pour son fonds consacré à Pierre Martel, le musée ethnologique de Salagon, les Archives départementales des Bouches-du-Rhône, la Compagnie du Lamparo, le Parc national des Cévennes, l’association Paroles vives, le Parc naturel régional du Luberon et le Musée des arts et traditions populaires de Château-Gombert.

### Dix unités mixtes de recherche
- Laboratoire méditerranéen de préhistoire Europe Afrique (LAMPEA) - UMR 7269 (AMU – CNRS – MCC - IRD)[11]. Préhistoire, géoarchéologie, paléontologie.
- Textes et documents de la Méditerranée antique et médiévale (TDMAM, Centre Paul-Albert Février) - UMR 7297 (AMU - CNRS). Philologie, philosophie, égyptologie, histoire.
- Laboratoire d'archéologie médiévale et moderne en Méditerranée (LA3M) - UMR 7298 (AMU - CNRS). Archéologie, histoire.
- Centre Camille Jullian – Histoire et archéologie de la Méditerranée et de l'Afrique (CCJ) - UMR 7299 (AMU - CNRS). Antiquité, protohistoire, histoire, archéologie.
- Temps, espaces, langages, Europe méridionale, Méditerranée (TELEMME) - UMR 7303 (AMU - CNRS). Sciences humaines et sociales.
- Centre méditerranéen de sociologie, science politique et histoire (MESOPOLHIS) - UMR 7064 (AMU - CNRS - Science po Aix). Sciences sociales.
- Institut d’ethnologie méditerranéenne, européenne et comparative (IDEMEC) - UMR 7307 (AMU - CNRS). Anthropologie sociale et culturelle.
- Institut de recherches et d'études sur les mondes arabes et musulmans (IREMAM) - UMR  (AMU-CNRS). Sciences humaines et sociales.
- Institut des mondes africains (IMAF) – UMR 8171 (CNRS – IRD– EHESS – EPHE - Université de Paris I - AMU). Anthropologie, science politique, archéologie, histoire.
- Institut de recherche sur l'architecture antique (IRAA) - USR 3155 (AMU-CNRS, UPPA, Lyon 2). Architecture, Antiquité.